# Giải César cho phim ngắn hay nhất
Giải César cho phim ngắn hay nhất là một giải César dành cho phim ngắn được bầu chọn là hay nhất. Giải này được lập ra từ năm 1992.:
Dưới đây là danh sách các phim đoạt giải:

## Thập niên 1990
1992: 25 décembre 58, 10h36 dạo diễn Diane Bertrand
1993: Versailles Rive-Gauche, - Bruno Podalydès
1994: Gueule d'atmosphère, - Olivier Péray
1995: La Vis, - Didier Flamand
1996: Le Moine et le poisson, - Michaël Dudok De Wit
1997: Mme Jacques sur la croisette, - Emmanuel Finkiel
1998: Des majorettes dans l'espace, - David Fourier
1999: L'interview, - Xavier Giannoli

## Thập niên 2000
2000: Sale bâtard, đạo diễn Delphine Gleize
2001: Salam, - Souad El-Bouhati
2002: Au premier dimanche d'août, - Florence Miailhe
2003: Peau de vache, - Gérald Hustache-Mathieu
2004: L'Homme sans tête, - Juan Solanas
2005: Cousines, - Lyes Salem
2006: After Shave, - Hany Tamba
2007: Fais de beaux rêves, - Marilyne Canto
2008: Le Mozart des pickpockets, - Philippe Pollet-Villard
- 2009: Les miettes, - Pierre Pinaud
  - Les Paradis perdus, - Hélier Cisterne
  - Skhizein, - Jérémy Clapin
  - Taxi Wala, - Lola Frederich
  - Une leçon particulière, - Raphaël Chevénement